# Hans Saupert
Hans Saupert (né le 10 janvier 1897 à Germersheim et mort le 5 mars 1966 à Braunau am Inn) est un homme politique allemand (NSDAP) et un officier SS. 

## Biographie
Dans sa jeunesse, Saupert étudie à l'école secondaire de Spire et l'école secondaire supérieure de Ludwigshafen. À partir d'août 1914, il participe à la Première Guerre mondiale en tant que volontaire. En 1917, il passe à l'armée de l'air et devient pilote de chasse. Après la guerre, il travaille comme auditeur dans le secteur bancaire. 
En 1923, il participe au putsch raté d'Hitler à Munich. Pour cette raison, il reçoit plus tard l'Ordre du sang. En 1925, il rejoint le NSDAP (numéro de membre 25.045). En 1931, il devient auditeur du Reich du NSDAP, la même année, il devient chef du département d'audit du Reich du NSDAP et en 1933 chef de cabinet du trésorier du Reich du NSDAP. 
Le 12 novembre 1933 Saupert devient député du Reichstag. 
Il obtient également le grade de Brigadeführer dans la SS en 1938 (numéro de membre 119.494). À la mi-octobre 1943, Saupert est provisoirement commissaire du Reich pour les produits du tabac. 